# Dans la tranchée

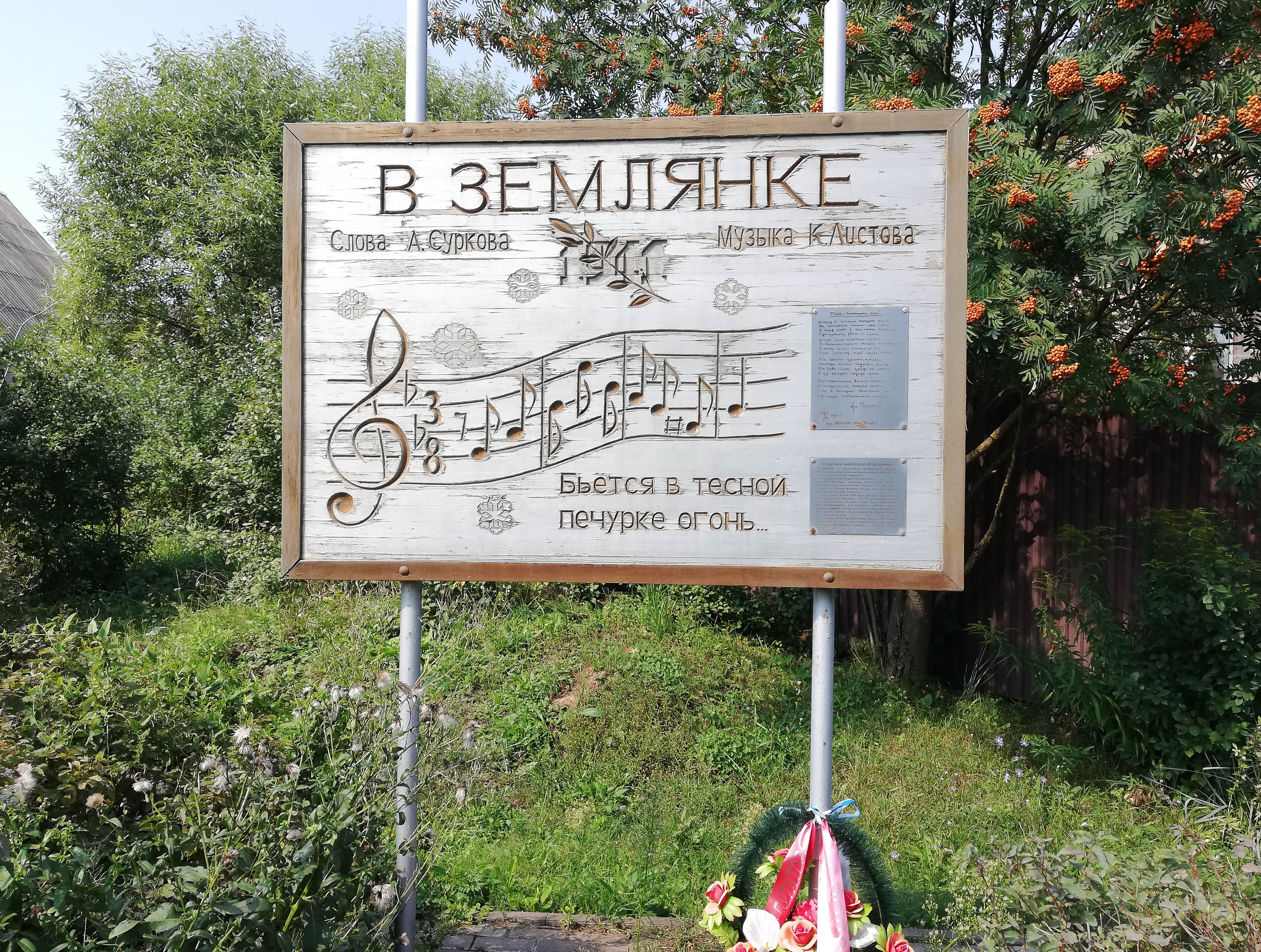
Panneau en hommage à la chanson В землянке à Kashino

Dans la tranchée est une chanson soviétique composée en 1942 par Constantin Listov sur des paroles d'Alekseï Sourkov. 

## Genèse et histoire
Alexeï Sourkov est envoyé au front en tant que correspondant de guerre pour la Pravda de l'armée rouge en 1941, pour couvrir la Bataille de Moscou. Là, il compose bien vite un poème intitulé "Et je ne suis qu'à quatre pas de la mort". Pour ce faire, il s'inspire de son environnement direct : une tranchée, un accordéoniste, un poêle. Le poème paraît dans la Pravda du front en 1942, et le compositeur Constantin Listov, en recherche de paroles pour une nouvelle chanson, l'adopte aussitôt. Au début sceptique, Alexeï Sourkov accepte, et une semaine après, la chanson est chantée par Constantin Listov, accompagné à la guitare par le photojournaliste Mikhaïl Savine. La mélodie, restant facilement en tête, plaît. L'écrivain Evguéni Vorobiov en consigne la mélodie et le texte, et la chanson est publiée peu après dans la Komsomolskaïa Pravda.
La chanson se répand très vite au front, et devient très populaire. Elle entre notamment dans le répertoire de Lidia Rouslanova. Néanmoins, les paroles changent parfois, les deux derniers couplets pouvant être différents. Une version de la chanson sous forme de « réponse au soldat » existe aussi. Une modification particulièrement fréquente de la chanson consiste à substituer, dans le dernier vers, le mot « notre » au mot « mon » : le texte devient ainsi « Et dans cette froide tranchée nous avons bien chaud / Grâce à notre amour inextinguible » (en russe Нам в холодной землянке тепло / От нашей негасимой любви).
Cependant, en août 1942, la chanson est officieusement interdite, l'expression « Et je ne suis qu'à quatre pas de la mort » ayant été considérée comme décadente. Les enregistrements de Lidia Rouslanova ont été saisis et presque entièrement détruits. La diffusion à la radio a elle aussi été interdite. Alexeï Sourkov recevra d'ailleurs la lettre de six tankistes lui demandant de « dire à ces gens-là » qu'eux savaient « à combien de pas de la mort » ils se trouvaient. Quoi qu'il en soit, des arrangements « optimistes » ont été faits sur la chanson, à l'insu du poète originel. 
Peu après, la censure avait « fermé les yeux » sur l'interdiction prononcée à l'encontre de la chanson. Lidia Rouslanova la chantera devant le Reichstag et la Porte de Brandebourg. 
Dès lors, elle entrera dans le répertoire traditionnel des chansons de la Seconde Guerre mondiale.

## Popularité
Très populaire dès sa composition, la chanson a été chantée par de nombreux interprètes, dont les chœurs de l'armée rouge, Yaroslav Evdokimov, Evgueni Beliaïev, Vladimir Trochine, Léonid Outiossov, Guénadi Belov, ou encore Lidia Rouslanova. Le poème d'Alekseï Sourkov a été inclus à l'ouvrage 500 perles de la poésie mondiale. Le village de Kachino, non loin de l'endroit où a été initialement écrit le texte de la chanson, a érigé une plaque commémorative en son honneur en mai 1999.